# برايتون إيفز
برايتون إيفز (بالإنجليزية: Brayton C. Ives)‏ هو شخصية أعمال أمريكي، ولد في 23 أغسطس 1840 في فارمنغتون في الولايات المتحدة، وتوفي في 22 أكتوبر 1914 في أوسينينغ في الولايات المتحدة.